# Frédéric St. Denis
Frédéric Saint-Denis (* 23. Januar 1986 in Greenfield Park, Québec) ist ein ehemaliger kanadischer Eishockeyspieler und -trainer, der im Verlauf seiner aktiven Karriere zwischen 2003 und 2016 unter anderem 21 Spiele für die Canadiens de Montréal und Columbus Blue Jackets in der National Hockey League (NHL) sowie 59 weitere für den EHC Red Bull München in der Deutschen Eishockey Liga (DEL) auf der Position des Verteidigers bestritten hat.

## Karriere
St. Denis spielte während seiner Juniorenzeit zwischen 2003 und 2007 für die Voltigeurs de Drummondville in der Ligue de hockey junior majeur du Québec (LHJMQ). Nach vier Jahren dort schrieb er sich zunächst an der Université du Québec à Trois-Rivières, für deren Eishockeyteam er parallel in der Canadian Interuniversity Sport (CIS) spielte.
Da der Verteidiger aber im September 2008 einen Profivertrag bei den Hamilton Bulldogs aus der American Hockey League (AHL) unterschrieb, endete seine Studienzeit durch den Wechsel in den Profibereich vorzeitig. Zunächst setzten ihn diese aber in ihrem Farmteam Cincinnati Cyclones in der ECHL ein. Erst zur Saison 2009/10 schaffte St. Denis den Durchbruch in der AHL. Aufgrund seiner Leistungen erhielt er im Sommer 2010 schließlich ein Angebot von Hamiltons Kooperationspartner, den Canadiens de Montréal aus der National Hockey League (NHL). Diese setzten ihn in den folgenden drei Jahren – mit der Ausnahme von 17 NHL-Einsätzen in der Saison 2011/12 – weiterhin bei den Bulldogs in der AHL ein. Im Juli 2013 wechselte der Abwehrspieler als Free Agent in das Franchise der Columbus Blue Jackets. Auch dort wurde St. Denis vornehmlich im Farmteam Springfield Falcons eingesetzt und bestritt nur vier Spiele für Columbus selbst.
Nach Auslauf seines Zweijahres-Vertrags wechselte der Franko-Kanadier nach Europa, wo er sich für ein Jahr beim EHC Red Bull München aus der Deutschen Eishockey Liga (DEL) verpflichtete. Mit den Münchnern wurde er in der Saison 2015/16 Deutscher Meister. Daraufhin kehrte er in seine Heimat zurück und absolvierte im Kalenderjahr noch einige Partien für die Blizzard CNS de Trois-Rivières in der Ligue Nord-Américaine de Hockey (LNAH), ehe er sich im Alter von 30 Jahren vom aktiven Profisport zurückzog. In der Folge nahm er ein einjähriges Angebot als Assistenztrainer an seiner Alma Mater, der Université du Québec à Trois-Rivières, an und spielte zudem bis 2019 immer wieder sporadisch in der LNAH.

## Erfolge und Auszeichnungen
- 2006 LHJMQ Second All-Star Team
- 2012 Teilnahme am AHL All-Star Classic
- 2014 Teilnahme am AHL All-Star Classic
- 2016 Deutscher Meister mit dem EHC Red Bull München

## Karrierestatistik
(Legende zur Spielerstatistik: Sp oder GP = absolvierte Spiele; T oder G = erzielte Tore; V oder A = erzielte Assists; Pkt oder Pts = erzielte Scorerpunkte; SM oder PIM = erhaltene Strafminuten; +/− = Plus/Minus-Bilanz; PP = erzielte Überzahltore; SH = erzielte Unterzahltore; GW = erzielte Siegtore; 1 Play-downs/Relegation; Kursiv: Statistik nicht vollständig)